# Rock Lobster
Rock Lobster è il primo singolo del gruppo musicale statunitense The B-52s, pubblicato nel 1978.
Ha raggiunto la 56ª posizione nella classifica statunitense dei singoli e il primo posto in quella canadese.